# Les Cathédrales
Pour les articles homonymes, voir Cathédrale.
Pistes de Anne Sylvestre chante…
Maryvonne Philomène
Les Cathédrales est une chanson d'Anne Sylvestre d'abord sortie dans un EP en 1960, puis parue en 1961 dans l'album Anne Sylvestre chante….

## Historique
Anne Sylvestre a expliqué l'origine de cette chanson : 

« Étudiante, j’étais passionnée de Moyen Âge. Je révisais mes cours en haut des tours de Notre-Dame. Je me suis dit que j’allais me débarrasser de ce thème dans une chanson ! »

Les Cathédrales sort d'abord dans un EP en 1960. Elle reparaît dans le premier album d'Anne Sylvestre, Anne Sylvestre chante…, en 1961.
C'est l'un de ses premiers succès, mais son auteur-interprète la considère depuis avec peu d'indulgence : « Quand je la réécoute, j'y vois surtout un ramassis de clichés ».

## Thématique
Anne Sylvestre écrit la chanson pour exprimer son admiration pour l'architecture médiévale : « À mes débuts, j'étais férue d'imagerie médiévale ». 
La chanson s'adresse à l'ouvrier, verrier ou maçon, qui a participé à la construction des cathédrales : « Ô bâtisseur de cathédrales ». Le refrain rappelle le rôle des troubadours, dont la chanteuse est aussi l'héritière.

## Classement
| Classement (1961) | Meilleure place |
| ----------------- | --------------- |
| France (SNEP)     | 98              |